# Bordelumhede og Langhornhede
Bordelumhede og Langhornhede er navnet på et omkring 198 ha hektar stort naturfredet hedeområde med mindre skov, eng og vådområder beliggende på en randmoræne på den jyske gest mellem landsbyerne Byttebøl (i vest), Langhorn (i nordvest), Dørpum (i øst) og Bordelum (i sydøst) i det vestlige Sydslesvig. Området består i kernen af de to sammenhængende hedearealer Bordelumhede i øst og Langhornhede i vest, som er adskilt af banestrækningen Husum-Tønder og forbundesvejen 5. Dens østlige del kaldes også for Dørpumhede. Mod syd grænser heden til Stolbjerg, hvorfra der er god udsigt over området. Området blev udpeget som naturområde i 1991 og er levested for bl.a. løgfrø, spidssnudet frø og glatsnog. Der er vandrestier genommen området. I administrativ henseende strækker sig området over kommunerne Bordelum (i syd og øst) og Langhorn (i nordvrest) i Nordfrislands kreds i den nordtyske delstat Slesvig-Holsten. I den danske periode indtil 1864 hørte hedearealerne under hhv. Bordelum og Langhorn Sogne i Nørre Gøs Herred.